# Koncz Katalin
 Koncz Katalin modell, manöken, reklámarc.

## Élete
Elvégezte az Állami Artistaképző Intézetben a manökentanfolyamot, majd a Florin (később Univerzál) vegyipari szövetkezetnél különböző kozmetikai termékek - például Lanozan dezodor, Vella hajfesték - arca lett az 1980-as években. Szerződése értelmében ezekben az években más kozmetikumoknak nem lehetett a modellje, kizárólagos modell volt. Havi fizetést kapott a cégtől 4 évig.
Elsősorban fotómodell volt, annak ellenére, hogy divatbemutatón is részt vett. Megjelent címlapon és egyéb kiadványokban is.
Szegeden dolgozott mint reklámarc, illetve a BNV-n, Budapesten. 
Reklámfilmekben is szerepelt. 
Pauer Gyula Kossuth-díjas szobrász gipszből életnagyságú szobrot formált róla.
2000-ben rövid ideig New Yorkban élt, majd hazatérésekor elsajátította a hajfonás mesterségét.